# Rüdiger von Wechmar

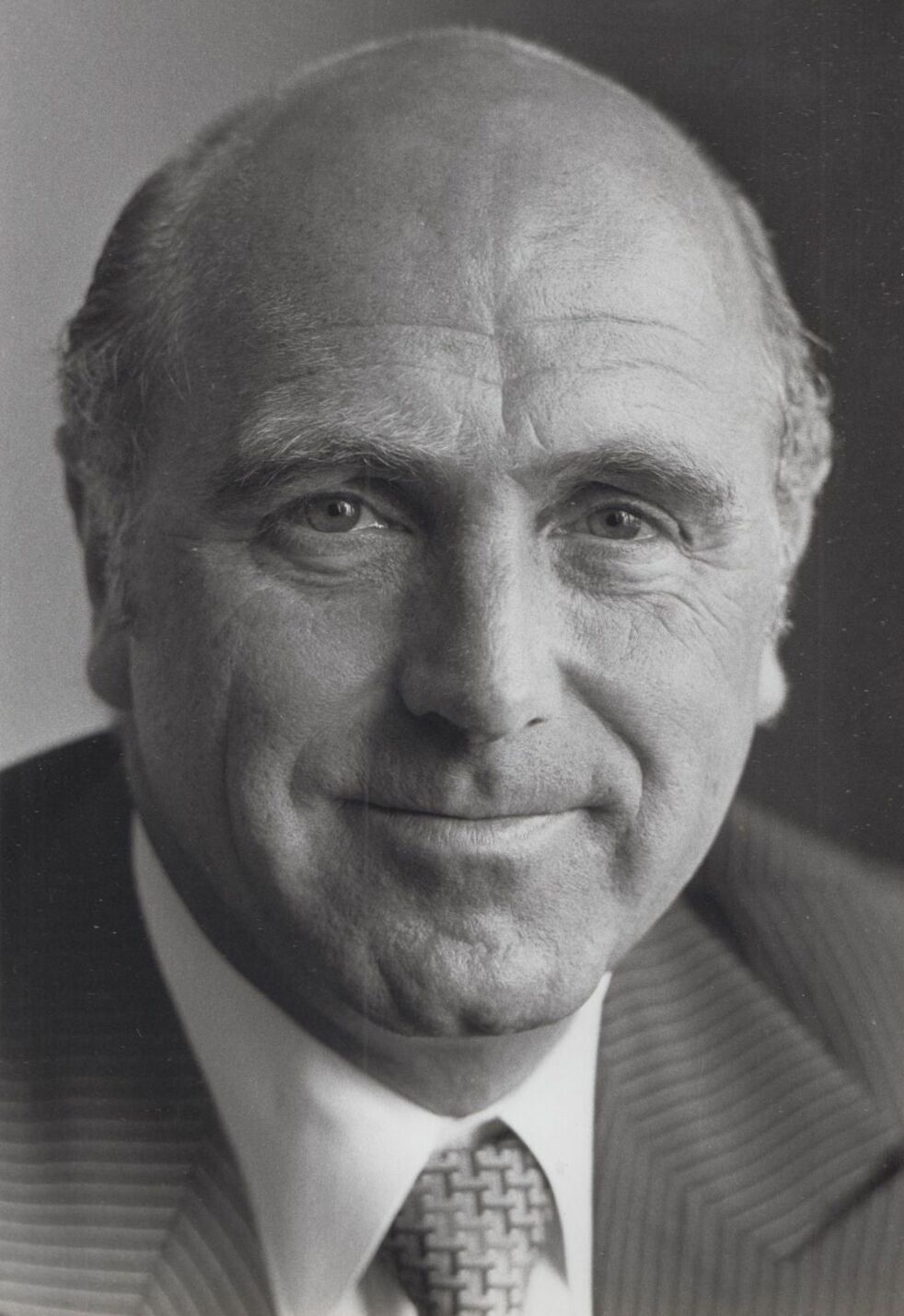
Rüdiger Freiherr von Wechmar (1974)

Rüdiger Freiherr von Wechmar (* 15. November 1923 in Berlin; † 17. Oktober 2007 in München) war ein deutscher Journalist und Diplomat. Er war in den 1970er Jahren Botschafter der Bundesrepublik Deutschland bei den Vereinten Nationen.

## Leben und Beruf
Rüdiger von Wechmar, einziger Sohn des Berufsoffiziers Irnfried von Wechmar und dessen Gattin Ilse von Binzer verw. von Trotha (1895–1980), wuchs in Berlin-Südende auf. Die Familie hat ihren Ursprung im thüringischen Wechmar.
Der Familientradition folgend machte er eine militärische Ausbildung in der Napola Berlin-Spandau, einer nationalsozialistischen Erziehungsanstalt. Als 17-Jähriger mit Notabitur meldete von Wechmar sich 1941 freiwillig zur Wehrmacht und wurde zwei Jahre im Afrikakorps unter Generalfeldmarschall Rommel eingesetzt, in dem Regiment, das kurz zuvor sein Vater geführt hatte. Als Kriegsgefangener wurde er in die USA gebracht. In dieser Zeit war er einer von 500.000 deutschen Gefangenen dort. In der dreieinhalbjährigen Kriegsgefangenschaft belegte er durch Vermittlung des US-amerikanischen YMCA einen Korrespondenzkurs in Journalismus an der University of Minnesota.
Zurück in Deutschland begann er eine Laufbahn als Journalist, zunächst bei der Presseagentur UPI, für die er etwa über die Nürnberger Prozesse berichtete. In Bonn war er 1950 einer der Mitbegründer der Bundespressekonferenz.
1958 trat er als Pressereferent am Generalkonsulat in New York in den Auswärtigen Dienst ein. In New York war er auch Mitarbeiter bei der ständigen Beobachtermission bei den Vereinten Nationen.
Durch die Unterstützung seines Freundes Walter Cronkite konnte er in den USA das Fernsehgeschäft bei CBS Evening News kennenlernen. 1963 schied er aus dem diplomatischen Dienst zunächst aus, um in Wien Auslandskorrespondent für Osteuropa des neu gegründeten Zweiten Deutschen Fernsehens (ZDF) zu werden. 1968 wurde er wieder Beamter, zunächst als Direktor des German Information Center in New York, dann 1969 unter Conrad Ahlers stellvertretender Regierungssprecher.
1973 wurde von Wechmar zum Regierungssprecher im Range eines beamteten Staatssekretärs ernannt und blieb bis zum Ende der Amtszeit von Bundeskanzler Willy Brandt dessen Regierungssprecher, bis er 1974 ständiger Vertreter der Bundesrepublik bei den Vereinten Nationen wurde. Er vertrat die Bundesrepublik 1977 und 1978 im UN-Sicherheitsrat, zwei Monate lang auch als dessen Präsident. 1980/1981 war er Vorsitzender der UN-Generalversammlung.
1981 bis 1983 war er Botschafter in Rom, 1983 bis 1988 Botschafter der Bundesrepublik Deutschland in London. Bei der Europawahl 1989 wurde er für die FDP als „Zugpferd“ in das Europäische Parlament gewählt. Nach fünf Jahren Abstinenz konnten die Freien Demokraten somit 1989 wieder für eine Legislaturperiode ins Europäische Parlament einziehen.
Von 1971 bis 1973 und von 1982 bis 1990 war er Mitglied des Beirats der Friedrich-Naumann-Stiftung.

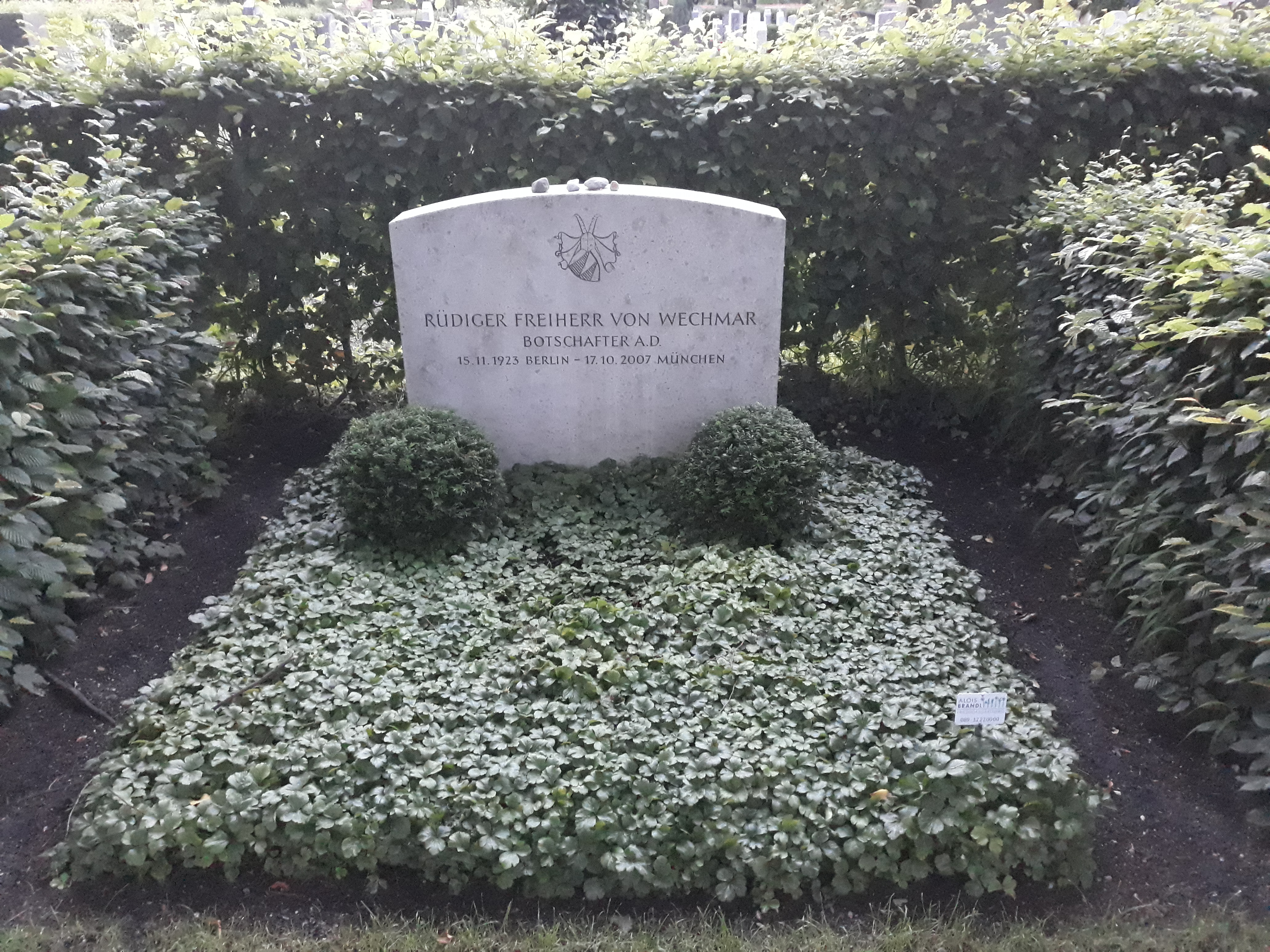
Das Grab von Rüdiger Freiherr von Wechmar auf dem Nordfriedhof (München)

Rüdiger von Wechmar war zweimal verheiratet. 1947 heiratete er Rosemarie Warlimont, mit der er zwei Kinder hatte. 1958 trennte sich das Paar. In New York lernt er Susanne Woldenga kennen, die Tochter des Jagdfliegers Bernhard Woldenga, heiratete sie und hatte mit ihr ein Kind. Er lebte zuletzt in München. Der 83-Jährige erlag in einem Krankenhaus den Folgen eines Schlaganfalls.

## Abgeordneter
Von 1989 bis 1994 war von Wechmar Mitglied des Europaparlaments für die FDP und Vorsitzender der Deutschen Gruppe in der Liberalen Fraktion (ELDE). Bei der Wahl zum Präsidenten des Europäischen Parlaments erhielt er in der Sitzung vom 25. Juli 1989 von sechs Kandidaten mit 93 Stimmen das zweitbeste Ergebnis, musste sich aber dem Sozialdemokraten Enrique Barón Crespo geschlagen geben.

## Ehrungen
- 1971: Ritter-Großkreuz des Ordens von Oranien-Nassau der Niederlande[6]
- 1975: Verdienstkreuz 1. Klasse der Bundesrepublik Deutschland
- 1980: Großes Verdienstkreuz der Bundesrepublik Deutschland
- 1980: UN-Friedensmedaille in Gold
- 1983: Dag-Hammarskjöld-Ehrenmedaille der Deutschen Gesellschaft für die Vereinten Nationen
- 1986: Honour Knight Grand Cross des Royal Victorian Order (G.C.V.O) des Vereinigten Königreiches
- 1987: Wolfgang-Döring-Medaille

## Sonstiges
- Wechmar war der erste Bürger der Bundesrepublik Deutschland, der einen Reisepass erhielt. Der Pass wurde am 14. Februar 1951 ausgestellt und trug die Nummer eins. In den 1990er Jahren wurde er im Bonner Haus der Geschichte ausgestellt.[7]